# Midden-Delfland
Midden-Delfland (dân số: 17,072 người trong năm 2004) là một đô thị trong tỉnh Zuid-Holland ở Hà Lan, which covers an area of 49,38 km² trong đó có 1,93 km² là mặt nước.
Đô thị này được thành lập ngày 1 tháng 1 năm 2004, thông qua việc sáp nhập các đô thị cũ:
- Maasland (dân số: 6.844), diện tích 24,42 km² (trong đó 0,64 km² là diện tích mặt nước).
- Schipluiden (dân số: 11,173), diện tích 30 km² (trong đó 0,39 km² là diện tích mặt nước).

Đô thị này gồm các trung tâm dân cư Hodenpijl, Den Hoorn, Gaag, Maasland, Negenhuizen, Schipluiden, 't Woudt, Zouteveen, và De Zweth.

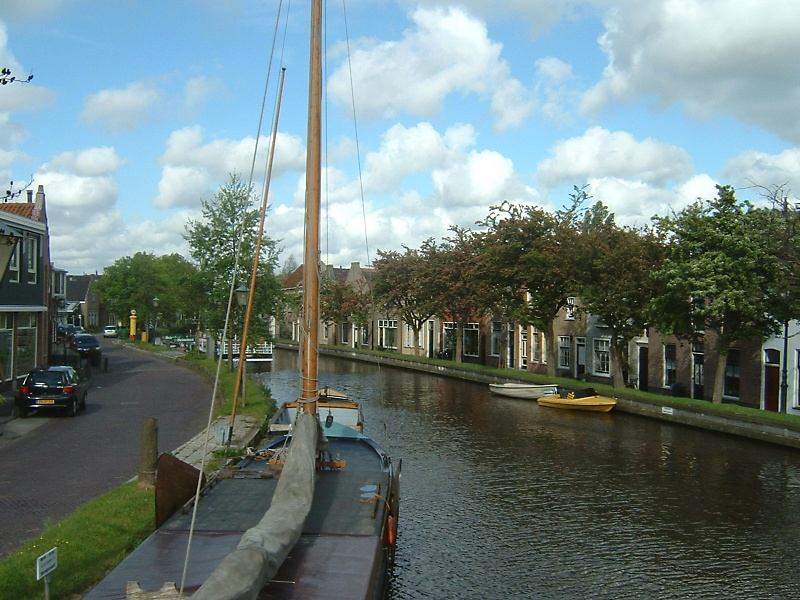
Schipluiden